# Hoppstädten-Weiersbach
Hoppstädten-Weiersbach település Németországban, Rajna-vidék-Pfalz tartományban. Lakosainak száma 3693 fő (2023. december 31.).

## Népesség
A település népességének változása:
| Lakosok száma | 2333 | 3575 | 3609 | 3568 | 3648 | 3693 |
|               | 1975 | 2017 | 2019 | 2021 | 2022 | 2023 |